# St. Johannes Baptist (Thüle)
St. Johannes Baptist in Thüle, einem Stadtteil von Friesoythe im niedersächsischen Landkreis Cloppenburg, ist eine römisch-katholische Filialkirche der Pfarrei St. Marien (Friesoythe). Sie steht unter dem Patrozinium des heiligen Johannes des Täufers und gehört zum Dekanat Friesoythe im Bistum Münster. Das Gotteshaus ist ein Backsteinbau im Stil des Neoklassizismus und bietet 290 Gläubigen Platz.

## Geschichte
Weil der Weg zur nächstgelegenen Kirche viel zu weit war, wünschten sich die katholischen Einwohner der zwischen Friesoythe und Cloppenburg gelegenen Bauerschaft Thüle ein eigenes Gotteshaus mit einem festen Geistlichen.
Nach den Plänen des Architekten Servatius Wüstefeld (Cloppenburg) wurde 1921/22 in Thüle das Langhaus der neuen Kirche gebaut und unter den Schutz Johannes des Täufers gestellt. 1932 entstand eine Kaplanei mit einem ständigen Wohnsitz für ihren Seelsorger, denn vorher musste der Geistliche immer von Friesoythe abgeholt werden. Der Seelsorgebezirk Thüle, zu dem Vordersten Thüle, Mittelsten Thüle und Thülsfelde gehören, wurde 1947 eine eigenständige Kapellengemeinde. Nach den Plänen von August Spille (Wildeshausen) konnte das Gotteshaus durch ein 1952/53 errichtetes Querhaus erweitert werden. Die Weihe der vergrößerten Kirche durch Weihbischof Heinrich Baaken fand am 14. Juli 1954 statt.
Am 1. April 1977 wurde die Kapellengemeinde Thüle von Friesoythe getrennt und zur selbstständigen Pfarrei erhoben. Der 1982 erbaute, freistehende hölzerne Glockenturm komplettierte das Gotteshaus. Seit vielen Jahren trägt die Kirche in Thüle den Namen „St. Johannes Baptist“.
Durch Fusion entstand aus der Kapellengemeinde Kampe und den Pfarreien Friesoythe, Altenoythe, Markhausen, Neuscharrel und Thüle am 2. Februar 2008 die neue Kirchengemeinde St. Marien mit Sitz in Friesoythe. Am 1. Januar 2024 schlossen sich die katholischen Gemeinden in Barßel, Bösel, Friesoythe, Garrel, Saterland und Westerstede zusammen zum Katholischen Kirchenverband „Pastoraler Raum Friesoythe“ mit Sitz in Friesoythe.

## Glocken
Die Kirche in Thüle besitzt neben einer Bronzeglocke von 1982 noch zwei alte Glocken, die ursprünglich in St. Johannes (Markhausen) hingen.
- Glocke 1: Schlagton: as1; Ø 98 cm; Gussjahr: 1982; von Petit & Edelbrock (Gescher)
- Glocke 2: Schlagton: c2; Ø 72 cm; Gussjahr: 1656; aus Markhausen
- Glocke 3: Schlagton: es2; Ø 65,5 cm; Gussjahr: 1653; aus Markhausen[4]

## Orgel
Die Firma Alfred Führer (Wilhelmshaven) baute 1966 für St. Johannes Baptist eine einfache Orgel (I+P/6) und führte 1982 eine gründliche Reinigung durch. Das Instrument wurde 2009 vom Ostfriesischen Orgelservice (Wiesmoor) repariert und 2022 von Willehard Schomberg (Friesoythe) erneut gereinigt und überholt.
Die Schleifladen-Orgel von 1966 hat sechs Register und besitzt ein Manual (C - g3) und ein Pedal (C - f1). Die Spieltraktur und die  Registertraktur sind mechanisch.